# Hongyang, Guangdong
Hongyang (kinesiska: 洪阳) är en köping i sydöstra Kina. Den ligger i Puning i staden Jieyang i provinsen Guangdong, omkring 300 kilometer öster om provinshuvudstaden Guangzhou. Antalet invånare är 144 288. Befolkningen består av 72 071 kvinnor och 72 217 män. Barn under 15 år utgör 25,0 %, vuxna 15-64 år 68 %, och äldre över 65 år 6,0 %.